# Ōsaka Tenman-gū

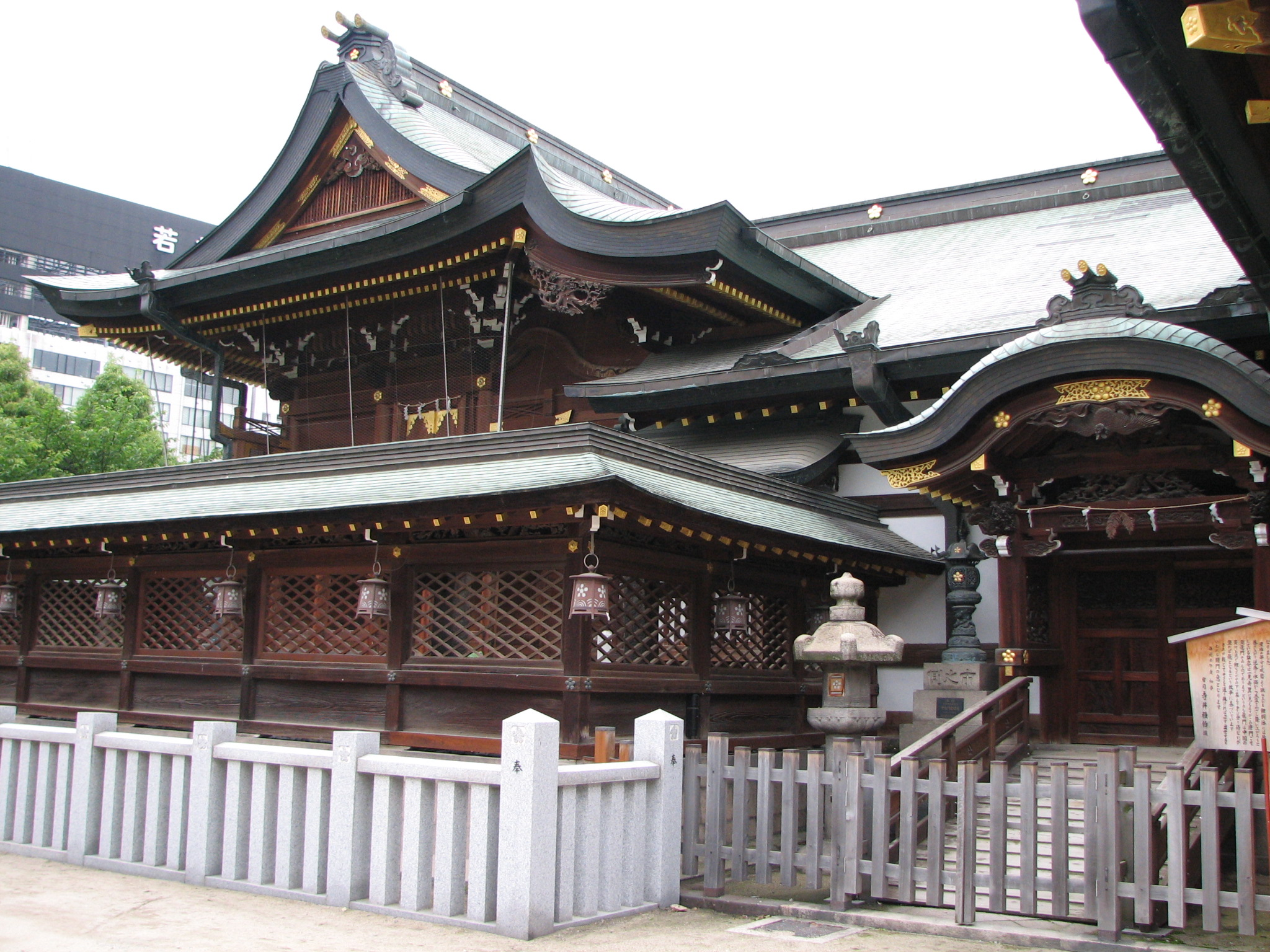
Haupthalle (honden) des Schreins

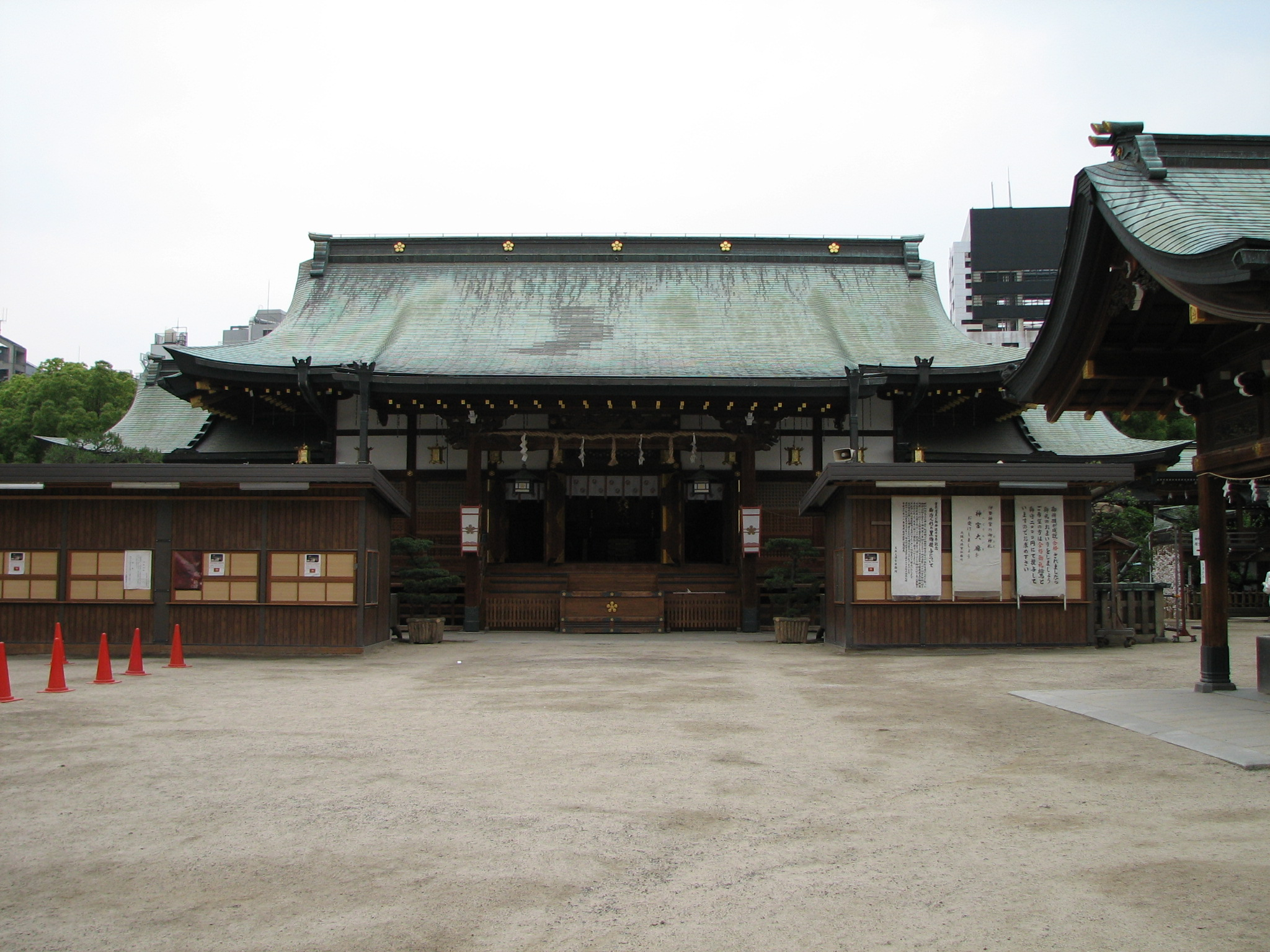
Gebetshalle (haiden) des Schreins

Der Ōsaka Tenman-gū (japanisch 大阪天満宮, auch Tenjin-san) ist ein dem Kami Tenjin gewidmeter Shintō-Schrein im Stadtbezirk Kita der Stadt Osaka in Japan.
Er wurde im Jahr 949 auf Befehl von Murakami-tennō erbaut, angeblich auf dem Stück Strand, wo Jimmu-tennō gelandet sein soll. Eine andere Legende besagt, dass Murakami-tennō den Schrein dort bauen ließ, weil ihm an dieser Stelle ein merkwürdiges Licht erschienen sein und Sugawara no Michizane einst auf seinem Weg nach Kyūshū dort Halt gemacht haben soll. Einer der damaligen Begleiter Michizanes soll der direkte Vorfahr der Priesterfamilie am Schrein gewesen sein.
Im honden wird Michizane als Tenjin zusammen mit den Kami Saruda-hiko, Ame-no-tajikara-wo, Hiru-ko als Ebisu (ebenfalls im Nebenschrein Hiru-ko-sha) und Nomi-no-sukune (einer der Vorfahren Michizanes und Ahnherr der Sugawara) verehrt. Die gegenwärtigen Bauten der Hauptgebäude stammen aus dem Jahr 1845.

## Nebenschreine
Im Bōjō-sha (ein massha) wird Sugawara no Shinenaga verehrt. Einer von Michizanes treuen Begleitern, Watahari-Haruo-hiko-tayū, wird im Shiradayū-sha angebetet.
Der Kami des Oi-matsu-kōbai ist die Seele von Michizanes Lieblingsbäumen (Ume).
Ōjin-tennō wird alleine (was sehr selten ist) im Hachiman-sha verehrt.
Ame-no-minaka-nushi ist der einzige Kami im honden des Reifu-sha.
Der Gelehrte und Krieger Fujiwara no Hirotsugu (715–741, Tod durch Köpfen) ist einer der zwölf Kami im Jyūni-sha (ein massha), zu den anderen Kami gehören u. a. die Lehm-Kami Hani-yasu-hime, der Feuer-Kami Ho-musubi-no-kami und der Blitz-Kami Karai-shin.
Der Nebenschrein Shira-yone-sha ist ein Inari-Schrein.

## Tenjin-Matsuri
Das wohl bedeutendste Fest des Ōsaka Tenman-gū ist das Tenjin-matsuri am 24. und 25. Juli jeden Jahres. Die Ursprünge sollen bis ins Jahr 951 zurückgehen. Seit dem 16. Jahrhundert ist es eines der größten Feste in Japan überhaupt. Mehrere tausend Menschen nehmen aktiv an den Umzügen mit den Mikoshi durch die Stadt, Prozessionen in historischen Kostümen, Tänzen, Bunrakuvorführungen, der Bootsfahrt über den Dojima und anderen Zeremonien teil.
Das Fest wird auch von anderen Tenman-gū in Japan begangen, das im Ōsaka Tenman-gū ist aber das berühmteste.